# Полігінандрія
Полігінандрія — система парування, при якій і самці, і самки протягом сезону розмноження мають кілька партнерів. У диплоїдних тварин, що розмножуються статевим шляхом, самці та самки використовують різні стратегії спаровування, оскільки вартість виробництва гамет для самців нижча, ніж для самок. Вважається, що різні тактики спаровування, які застосовують самці та самки, є результатом стохастичних статевии конфліктів як екологічних, так і соціальних.
Репродуктивні конфлікти в тваринних суспільствах можуть виникати через те, що особини не є генетично ідентичними і мають різні оптимальні стратегії для максимізації своєї придатності; і часто виявляється, що репродуктивні конфлікти зазвичай виникають через ієрархію домінування, в якій все або більша частина відтворення монополізована лише однією особиною. У оси Polistes carolina домінуюча королева серед самок оси визначається тим, хто першим прибуває до гнізда, а не найбільшою засновницею, яка, як очікується, буде найкращою у боротьбі (оса). У дослідженні птаха Prunella collaris близьке розташування та спільне розміщення ареалів на вершинах гір Французьких Піренеїв призвело до полігінандричної системи парування, де два-чотири самці спаровувалися з двома-чотирма самками в одній зоні.
Полігінандрія — ще один спосіб описати полігамну систему спаровування з кількома самцями та кількома самками. Коли самки мають кілька партнерів по спаровуванню, це відомо як поліандрія, а коли самці мають кілька партнерів по спаровуванню, це відомо як полігінія. Кожна стать має потенційні переваги в безладному статевому житті; самки, особливо ті з генетично «нижчими» соціальними партнерами, мають шанс підвищити генетичну якість свого потомства, тоді як самці здатні запліднити яйця багатьох інших партнерів. По суті, ідеальною шлюбною поведінкою для самців є безладне статеве життя, а не моногамність (коли вони мають лише одного партнера), тому що це призводить до появи кількох нащадків, і ці самці монополізують своїх партнерок, фізично перешкоджаючи їм злягатися з іншими самцями. З іншого боку, самки виграють від поліандрії, оскільки вони мають більше потомства.

## Переваги багаторазового спарювання у самок
Часто самки добровільно злучаються з більш ніж одним самцем. Спаровування з кількома самцями знижує ризик незапліднених яєць у самок, оскільки в одного самця може не вистачити сперми для запліднення всіх її яєць. У юнків сірих самка злучається з більш ніж одним самцем, тому що часто її соціальний партнер має нижчу генетичну якість, ніж інші потенційні донори сперми. Самки добровільно спаровуються з іншими самцями, окрім свого партнера, тому що вони бачать потенціал для покращення життєздатності свого потомства та сексуальної привабливості. Самки також можуть спаровуватися з кількома самцями для отримання генетичних переваг, таких як генетична різноманітність серед її нащадків завдяки різноманітності доступної їй сперми. У співочих птахів спаровування зайвої пари відбувається тому, що самки можуть втекти зі своїх рідних територій, щоб домагатися інших самців. Коли самки співочих птахів шукають додаткових партнерів-самців, вони статевим шляхом вибирають самців із барвистішим оперенням, більш складним, ніж у їх соціального партнера. Дослідження показують, що самки співочих птахів, які мають меншу кількість партнерів із оперенням, найактивніше шукають спарювання з додатковою парою, крім того, самці з найбільш розвиненими рисами, такими як довший хвіст або яскравіше оперення, виживають краще. Таким чином, коли самки співочих птахів мають кількох партнерів для спаровування, вони покращують генетичну якість свого потомства.
Для самки багаторазове спарювання означає збільшення кількості дитинчат, яких самка може народити, і часто це також означає збільшення кількості дитинчат, про яких вони повинні піклуватися. Щоб забезпечити безпеку та добробут свого потомства, самки можуть мати кількох партнерів для спаровування, щоб отримати більше ресурсів від самців для себе та свого потомства. У темнооких яструбів, яструбів і галапагоських яструбів спаровування з кількома самцями збільшує турботу самки про своє потомство. Часто кілька партнерів дозволяють самкам мати більше нащадків, а батьківство потомства зазвичай не залежить від біологічних батьків, тобто інший самець може піклуватися про потомство іншого самця.

## Переваги багаторазового парування у самців
Самці потенційно можуть запліднювати яйця набагато швидше, ніж самки, а це означає, що самець може найкраще підвищити свій репродуктивний успіх, знаходячи та запліднюючи якомога більше різних самок. У Drosophila melanogaster репродуктивний успіх самців зростав із збільшенням кількості спаровувань, але для самок не було прямого зв'язку з кількістю партнерів і кількістю народженого потомства. Коли у самців є кілька партнерок зі спаровування, їм іноді доводиться ділитися батьківством нащадків, що зменшує генетичну цінність нащадків для нього і, таким чином, зменшує відносну вигоду від того, щоб залишатися допомагати. Коли батьківство розподілено між кількома самцями, очікується, що самці будуть рідше залишатися, щоб допомогти самиці піклуватися про потомство, оскільки немає користі залишатися, щоб допомогти виростити інших нащадків, коли присутні інші самці.
Хоча самці здатні збільшити свій репродуктивний успіх швидше, ніж самки, будучи здатними запліднювати яйця швидше, ніж самки можуть їх виробляти, самці також перебувають у невигідному становищі, коли справа доходить до спаровування через статевий відбір. Самки зазвичай вибирають «чарівних» самців і тих, хто демонструє сексуальні прикраси. У дослідженні довгохвостих вайдагів самців з довшими хвостами відбирали за статевим шляхом замість самців із коротшими та менш вражаючими хвостами. У таких птахів, як червоношийна вдова, самці, які демонструють свою статеву прикрасу під час залицяння, зазвичай об'єднуються в пари швидше і привертають більше самок, ніж самці, які демонструють коротші хвости під час залицяння. Самців часто відбирають за статевим принципом на основі їхніх фізичних характеристик і того, що вони можуть «запропонувати», наприклад, самців павичів із яскравими кольоровими хвостами відбирають за статевим принципом, а не з тупими та менш складними хвостами. Статевий відбір самців самками також призводить до конкуренції між самцями. На відміну від самок, які інвестують багато перед спаровуванням, самці не інвестують стільки, коли виробляють свою сперму, однак це посилює конкуренцію між самцями за інвестиції самки. Висока конкуренція при спаровуванні також означає більшу різницю в успіху самців — найкращі конкуренти матимуть кращий успіх у спаровуванні, ніж ті, кому спаровуватися не вдалося. Найкращі конкуренти будуть менш схильні піклуватися про своє потомство після спарювання, оскільки вони мають можливість виробляти потомство в іншому місці. Самці з найбільшим розміром, силою або найкраще розвиненою зброєю досягають найбільшого успіху в спаровуванні. В інших випадках самці можуть мати вищий репродуктивний успіх, якщо вони мають кращий доступ до ресурсів, ніж інші конкуренти. Наприклад, самки висячих мух спаровуються з самцем, лише якщо він дає їй велику комаху для їжі під час копуляції, а північноамериканські жаби-бики захищають ставки та невеликі озера, куди самки прилітають, щоб відкласти яйця.

## Таксономічні довідки

### Амфібії
Різноманітні тактики спаровування зустрічаються у багатьох таксонів. У амфібій, таких як Salamandrina perspicillata, множинне батьківство є наслідком спаровування самок із кількома самцями. На даний момент показано, що всі види підряду Salamandroidea використовують поліандрові стратегії спаровування самок. У дослідженні популяції Salamandrina perspicillata множинне батьківство відбувається як поширена репродуктивна стратегія в природних умовах, і видно, що у цих видів, коли самці спаровувалися з двома самками, вони народжували потомство, яке було обернено пов'язане з їхньою генетичною подібністю до самки. Самки цього виду практикували полігінандрію, щоб збільшити генетичну мінливість серед своїх нащадків, вибираючи партнерів, які генетично відрізняються від них самих. На відміну від інших досліджень полігінандрії, де самки мали кілька партнерів для спаровування, щоб отримати ресурси від самця, у дослідженні Salamandrina perspicillata множинне батьківство не забезпечувало генетичної опосередкованої вигоди для потомства. Це призвело до створення механізму витрати/вигоди, в якому отримана вигода від багаторазового парування врівноважувала негативний вплив кількості партнерів на гетерозиготність потомства. Самки, які вибирали партнерів, які генетично відрізняються від них самих, також були помічені в Ichthyosaura alpestris і Lissotriton vulgaris, де в системі спаровування з двох самців самки віддавали перевагу менш пов'язаним самцям. І, як у випадку з Salamandrina perspicillata, не було ніяких непрямих генетичних переваг, отриманих від наявності кількох партнерів по спаровуванню.

### Пікногоніди (морський павук)
У Ammothea hilgendorfi, виду морських павуків, запліднення відбувається, коли самка передає свої яйця самцю, який тримає їх за допомогою овігерів, спеціальної пари ніг, і запліднює яйця зовні. Самці склеюють яйця в скупчення і носять яйця на своїх яйцях, поки вони не вилупляться. Особисті витрати самців на забезпечення тривалого догляду за дитинчатами вважаються значними інвестиціями батьків, оскільки вважається, що гарантія батьків є істотною для постзиготних інвестицій. Високий рівень гарантії батьківства Ammothea hilgendorfi свідчить про наявність зниженої здатності до пошуку їжі, підвищеного ризику хижацтва та нижчої мобільності. Експериментальне дослідження Ammothea hilgendorfi показало, що хоча самці спаровуються з кількома самками, самці не змішують партії яєць від різних маток. Яйця, які зберігав самець у кластерах, вилупилися в короткий проміжок часу, що вказує на те, що самці спаровувалися з різними самками протягом короткого проміжку часу.
Багаторазове спарювання самок пікногонідів можливе, оскільки нещодавно спарена самка часто зберігає невикористані зрілі яйця в одній або кількох стегнових кістках, що дозволяє їй спаровуватися з додатковими партнерами. У видів із зовнішнім заплідненням і батьківською опікою самців самки можуть розподіляти свою кладку між різними самцями, і таким чином самка збільшує ймовірність того, що принаймні деякі з її нащадків отримають непрямі генетичні переваги та/або велику батьківську опіку від якості.

### Перетинчастокрилі
Репродуктивні самки перетинчастокрилих — оси, бджоли та мурахи — спаровуються з кількома партнерами. Цих самок називають королевами, щоб відрізнити їх від нерепродуктивних самок, які доглядають за колонією і не спаровуються.
Бджолина матка ідеально спаровується з приблизно дюжиною трутнів (самців) під час шлюбного польоту. Сперма від спаровування зберігається в спеціальному резервуарі, який називається сперматекою, протягом усього життя матки, яке може тривати кілька років.

## Технічне обслуговування
Хоча кажуть, що безладне статеве життя приносить користь як чоловікам, так і жінкам, досі немає достатніх даних, які підтверджують той факт, що безладне статеве життя приносить користь жінкам. У дослідженні темнооких джункосів потомство, яке виробляють самці, які не входять до пари, не було ні кращим, ні гіршим, ніж потомство їхніх соціальних партнерів-чоловіків. Однак дослідження темнооких джункос виявило більше потомства у безладних самиць, ніж у моногамних самок. У дослідженні самок водоплавців результати показали, що багаторазове спарювання може бути дорогим для самки, особливо тому, що багато часу та енергії витрачається на виробництво яйця. Додаткові спаровування були не тільки дорогими, але й не підтверджувалися будь-які генетичні переваги від наявності кількох партнерів. Натомість результати експерименту показали, що несучість і успішність висиджування яєць були найвищими, коли кількість партнерів була мінімальною.
З іншого боку, дослідження показали, що самці мали вищий репродуктивний успіх, ніж самки, коли вони були багатоплідними. У порівнянні з самками шимпанзе самці шимпанзе мали краще співвідношення кількості спаровувань і кількості народженого потомства. Дослідження не тільки показали вищий репродуктивний успіх, але й колумбійські ховрахи продемонстрували значний статевий розмір і масу тіла, упереджені до самців, що свідчить про конкуренцію між самцями. Конкуренція між самцями означає статевий диморфізм між самцями, і це означає, що самки здатні статево відбирати самців на основі сексуальних прикрас, які вони демонструють.
Загалом дослідження показали, що полігінандрія приносить більше користі чоловікам, ніж жінкам. Коли полігінандрія спостерігається у різних видів, самці найчастіше мають перевагу, тобто самці отримують більше користі від полігінандрії, ніж самки. Самки, як правило, шукають кількох партнерів для спаровування, щоб збільшити вигоду для своїх нащадків, чи то шляхом отримання фізичних ресурсів для своїх нащадків, чи шляхом забезпечення їхнього потомства більш здоровими генами, які придатні для виживання. З іншого боку, у більшості випадків самці, як правило, мають кількох партнерів по спаровуванню, щоб отримати якомога більше потомства протягом свого життя, і їм це легше, ніж самкам, оскільки в більшості випадків самці не беруть участь у піклуванні та вихованні свого потомства.